# Ribino, Kărdjali
Ribino (în bulgară Рибино) este un sat în comuna Krumovgrad, regiunea Kărdjali,  Bulgaria. 

## Demografie
Componența etnică a satului Ribino
     Turci (100%)
     Nicio identificare (0%)
     Altele (0%)
La recensământul din 2011, populația satului Ribino era de 69 locuitori. Din punct de vedere etnic, majoritatea locuitorilor (100%) erau turci. Pentru 0% din locuitori nu este cunoscută apartenența etnică.